# Arthur John Pomeroy
Arthur John Pomeroy (* 21. Januar 1953 in Greymouth, West Coast, Neuseeland; † 7. Januar 2025) war ein neuseeländischer Klassischer Philologe und Hochschullehrer.

## Leben
Nach dem B.A. (1974) und dem M.A. (1975) an der Victoria University in Wellington, Neuseeland, setzte Pomeroy seine Studien an der Cornell University fort. Er erwarb dort 1977 einen weiteren M.A. und wurde 1979 mit einer Dissertation zu Tacitus’ Historien zum Doctor of Philosophy promoviert. Von 1978 bis 1979 war er dort zugleich Instructor, von 1979 bis 1980 Lecturer an der University of Pennsylvania, bevor er an die Victoria University zurückkehrte, an der er zunächst Lecturer (1980–1984), dann Senior lecturer (1985–1996) und schließlich Associate professor war. Zuletzt war er Emeritus professor.
Pomeroy arbeitete vor allem zur antiken Geschichtsschreibung und zum römischen Dichter Silius Italicus. Ein weiteres Arbeitsgebiet war die Darstellung der Antike in Film und Fernsehen. Auf dem Gebiet der antiken Philosophie veröffentlichte er eine Ausgabe mit Übersetzung der Epitome (Zusammenfassung) der stoischen Ethik durch Areios Didymos.

## Schriften (Auswahl)
- Imagines Rerum: Tacitus’ Narrative Technique in the Histories. Dissertation, Cornell University, 1979.
- Silius Italicus as ‘Doctus Poeta’. Aureal Publications, 1990.
- The Appropriate Comment: Death Notices in the Ancient Historians (= Studien zur klassischen Philologie Band 58). Peter Lang, 1991
- Arius Didymus, Epitome of Stoic Ethics. Society of Biblical Literature, 1999.
- Silius’ Rome: The Rewriting of Vergil’s Vision. In: Ramus 29, 2000, S. 149–168.
- Fides in Silius Italicus’ Punica. In: Florian Schaffenrath, Silius Italicus. Akten der Innsbrucker Tagung vom 19.–21. Juni 2008 (= Studien zur klassischen Philologie Band 164), Frankfurt am Main 2010, S. 59–76.
- To Silius through Livy and his predecessors. In: Antony Augoustakis (Hrsg.): Brill’s Companion to Silius Italicus. Leiden/Boston 2010, S. 27–45.
- (Hrsg.): A Companion to Ancient Greece and Rome on Screen (Blackwell Companions to the Ancient World). Blackwell 2017.